# 大型船舶
大型船舶（おおがたせんぱく）とは、総トン数20トン以上の船舶を指す通称である。
商法686条1項（船舶所有者の登記等の義務）及び船舶法4条－19条（日本船舶の所有者の総トン数測度申請その他の義務等）は、大型船舶以外には適用されない（商法686条2項、船舶法20条）。
船舶では船舶登記・船舶登録を必要とする船舶を登簿船（登記船）、船舶登記・船舶登録を必要としない船舶を不登簿船（不登記船）という分類がなされるが、日本法では総トン数20トン以上の船舶（大型船舶）が登簿船ということになる。その日本船舶の所有者は、船舶法に基づく船舶登記・船舶登録を受けて船舶国籍証書又は仮船舶国籍証書を受け取る必要がある（商法第686条2項、船舶法第20条、船舶法第5条1項）。
海上交通安全法においては、全長が200mを超える船舶を「巨大船」として分類している。

## 主な日本の大型船舶メーカー

### 総合重工系
- ジャパン マリンユナイテッド
- 三菱造船
- 川崎重工業
- 住友重機械マリンエンジニアリング

### オーナー系専業
- 今治造船
- 大島造船所
- 名村造船所
- 新来島どっく
- サノヤス造船
- 常石造船

など。